# Manfred Rabenhaupt
Manfred „Mauschi“ Rabenhaupt (* 26. Juni 1983) ist ein österreichischer Fußballspieler.

## Karriere
Rabenhaupt begann seine Karriere beim SK Vorwärts Steyr. Im Jänner 2000 wechselte er zum ATSV Stein. Zur Saison 2000/01 schloss er sich dem SK Amateure Steyr an. Zur Saison 2002/03 wechselte er zum ATSV Steyr. Zur Saison 2003/04 wechselte er zum ESK Enns. Zur Saison 2004/05 kehrte er zum siebtklassigen Vorwärts Steyr zurück, wo er einst seine Karriere begonnen hatte. Mit Vorwärts gelangen ihm bis 2011 vier Aufstiege, am Ende der Saison 2010/11 folgte der Aufstieg in die Regionalliga, in der sich die Steyrer allerdings nur eine Spielzeit lang hielten. In acht Jahren bei Vorwärts kam er zu 181 Einsätzen in den Spielklassen drei bis sieben, in denen er sechs Tore erzielte.
Nach dem Regionalligaabstieg verließ Rabenhaupt den Verein und wechselte zur Saison 2012/13 zur viertklassigen Union Dietach. Für Dietach spielte er zehnmal in der OÖ Liga. Im Jänner 2013 schloss er sich dem fünftklassigen ATSV Stadl-Paura an. Für Stadl-Paura absolvierte er zwölf Partien in der Landesliga. Zur Saison 2013/14 wechselte er zum ebenfalls fünftklassigen SK St. Magdalena. Für die Linzer kam er zu 22 Landesligaeinsätzen.
Im Jänner 2015 schloss sich der Verteidiger dem viertklassigen SV Bad Schallerbach an. In zwei Jahren in Bad Schallerbach kam er zu 43 Einsätzen in der OÖ Liga. Im Jänner 2017 wechselte er zum fünftklassigen ASK St. Valentin. Mit St. Valentin stieg er am Ende der Saison 2016/17 in die OÖ Liga auf. In dreieinhalb Spielzeiten bei den in Oberösterreich antretenden Niederösterreichern kam er zu 78 Einsätzen in den Spielklasse vier und fünf. Zur Saison 2020/21 kehrte Rabenhaupt zum nunmehr zweitklassigen SK Vorwärts Steyr zurück, wo er für die sechstklassigen Amateure spielen sollte. Im August 2021 gab der mittlerweile 38-Jährige sein Comeback in der ersten Mannschaft und somit auch sein Debüt in der 2. Liga, als er am vierten Spieltag der Saison 2021/22 gegen den FC Wacker Innsbruck in der 79. Minute für Gerhard Dombaxi eingewechselt wurde. Dies blieb sein einziger Profieinsatz für Steyr. Im Mai 2022 wurde Rabenhaupt, der seit Sommer 2017 die ÖFB-D-Trainerlizenz, seit Mai 2021 die UEFA-C-Lizenz und seit Ende April 2022 die UEFA-B-Lizenz besitzt, als Trainer der abstiegsbedrohten Vorwärts Steyr Juniors vorgestellt. Zum Zeitpunkt des Trainerwechsels hatten die SPG SK Vorwärts/ATSV Juniors bereits sieben Spiele in Folge verloren. Unter Rabenhaupt brachte es die Mannschaft bis zum Saisonende noch auf jeweils einen Sieg und ein Unentschieden, aber auch auf zwei weitere Niederlagen. Der Klub rangierte am Ende auf einem Relegationsplatz und verlor nach einem 1:1 im Hinspiel das Rückspiel gegen den St. Valentin SC klar mit 0:3, was den Abstieg in die siebentklassige 1. Klasse Ost bedeutete. Rabenhaupts Traineramt endete daraufhin mit Saisonende; Nachfolger wurde der einstige Profispieler Taner Ari.
Zur Saison 2022/23 wechselte er innerhalb der Bezirksliga zur Union Mitterkirchen. Nach 25 Einsätzen in Mitterkirchen schloss Rabenhaupt sich zur Saison 2023/24 der ebenfalls sechstklassigen Union Bad Hall an, für die er heute (Stand: Mai 2025) noch aktiv ist.